# Campeonato Neerlandês de Voleibol Masculino
O Campeonato Neerlandês de Voleibol Masculino (em neerlandês:  Nederlands kampioenschap volleybal), também conhecido como Volleybal Eredivisie, é a principal liga de voleibol masculino dos Países Baixos, organizado pela Federação Neerlandesa de Voleibol (em neerlandês:  Nederlandse Volleybal Bond, NeVoBo). O torneio é disputado desde a temporada 1947–48, tendo como campeão inaugural o AMVJ Amstelveen.

## Histórico
Através do padre Simon Buis, o voleibol chegou ao Países Baixos em meados da década de 1920. O esporte foi especialmente popular entre os missionários. No início da década de 1930, foram fundados os primeiros clubes de voleibol. Depois da Segunda Guerra Mundial, em 1946, em três cidades neerlandesas – Amsterdão, Haia e Utreque – o voleibol recomeçou, de forma mais organizada. Em 1947, foi fundada a Federação Internacional de Voleibol (FIVB) e no mesmo ano também teve início a NeVoBo (6 de setembro de 1947).
Após a instauração da NeVoBo em 1947, surge uma notícia diretamente da França de que o campeonato continental estaria sendo promovido. Caso os Países Baixos criassem interesse em participar do torneio, o país deveria criar um sindicato oficial, além de uma federação nacional. Dick Schmüll – professor de ginástica e treinador esportivo de Amsterdão – juntamente com vários outros professores, assumiu a liderança de criar um torneio nacional. No mesmo ano, Schmüll também esteve no berço do basquetebol organizado nos Países Baixos.
Em julho, as associações e 'círculos' existentes nomeados pelo comitê foram convidados a participar da reunião de fundação da Associação Neerlandesa de Voleibol em 6 de setembro. O sindicato foi fundado naquele sábado na presença de dezoito interessados no Edifício Central da AMVJ (Sociedade de Jovens de Amsterdão), tendo Schmüll como líder desta reunião. Dentro de um ano, muito sangue novo foi injetado no conselho. O próprio Schmüll passa o bastão após um ano para WP Struijk, que ocupa o cargo de presidente até 1969. Por causa do grande número de cristãos na base, jogar no domingo havia se tornado um tabu. Uma vantagem adicional: a associação de voleibol cresceu rapidamente nos primeiros vinte anos, porque a comunidade cristã era muito grande. Em 7 de dezembro de 1969, o contador estava na casa dos 40.000 e a NeVoBo se tornou uma das maiores associações desportivas dos Países Baixos.
Meio ano após a fundação da NeVoBo, os atletas da AMVJ sagraram-se os primeiros campeões nacionais.
Na temporada 2007–08, a primeira divisão do campeonato neerlandês – intitulada Eredivisie – teve seu nome alterado para A-League, permanecendo com esse título até a temporada 2011–12.
Na temporada 2007–08, a A-League foi disputada pela primeira vez por oito clubes. Eles se enfrentaram quatro vezes por temporada (2x em casa, 2x fora) nas duas primeiras temporadas. A última equipe era rebaixada para a B-League, enquanto que os dois primeiros da liga jogaram entre si uma série 'melhor de sete' para a disputa do título.
O formato da liga mudou a partir da temporada 2009–10. Os clubes decidiram isso em abril de 2009 em consulta com a diretoria da Liga Principal da NeVoBo. Após a fase regular das oito equipes (casa e fora entre si), seguiu-se uma divisão em grupos com as equipes do primeiro ao quarto lugar e do quinto ao oitavo. As equipes se enfrentaram em casa e fora (seis jogos) e os pontos conquistados na temporada regular foram anulados. A classificação final nas chaves foi decisiva para a classificação nos jogos do playoff a serem disputados (um contra quatro, dois contra três, cinco contra oito, seis contra sete). Após a primeira rodada do playoff, todas as equipes jogaram para chegar a um placar final pelo direito (substituição) de participar da Copa da Europa.
A primeira rodada do playoff foi disputada de acordo com o sistema 'melhor de cinco'. As partidas da segunda fase pelas colocações um e dois e sete e oito também envolveram três vitórias. As partidas pela classificação final três e quatro e cinco e seis foram disputadas em 'melhor de três'. Nas divisões masculina e feminina, nenhum clube foi rebaixado da A-League na temporada 2009–10.
Em janeiro de 2010, o NeVoBo lançou novamente um novo formato de competição. A A-League foi ampliada de oito para dez times em 2010–11. Após o término da competição, não houve mais nenhuma promoção e rebaixamento entre as Ligas A e B.
Nas temporadas 2017–18 e 2018–19, participaram dez equipes em ambas as divisões, nove clubes e a seleção nacional do Talentteam Papendal (TTPA). A temporada regular consistia em 18 jogos por equipe, o Talentteam só participou dessa fase. Na segunda fase, os 6 melhores clubes do campeonato (10 partidas por equipe) disputaram duas vagas para a final do campeonato, em que foi disputada em melhor de cinco (novamente). As outras três equipes do clube jogaram no grupo de rebaixamento (4 partidas por equipe) para manter sua sobrevivência.
No dia 22 de março de 2020, devido à pandemia de COVID-19, a NeVoBo anunciou o encerramento prematuro da Eredivisie de 2019–20, sem atribuição de títulos para as equipes participantes.

## Resultados
| CAMPEONATO NEERLANDÊS DE VOLEIBOL MASCULINO | CAMPEONATO NEERLANDÊS DE VOLEIBOL MASCULINO        | CAMPEONATO NEERLANDÊS DE VOLEIBOL MASCULINO        | CAMPEONATO NEERLANDÊS DE VOLEIBOL MASCULINO |
| Temporada                                   | Campeão                                            | Vice-campeão                                       |                                             |
| ------------------------------------------- | -------------------------------------------------- | -------------------------------------------------- | ------------------------------------------- |
| 1947–48 Detalhes                            | AMVJ Amstelveen                                    | VV Utrecht                                         |                                             |
| 1948–49 Detalhes                            | RVC Rijswijk                                       | AMVJ Amstelveen                                    |                                             |
| 1949–50 Detalhes                            | RVC Rijswijk                                       | AMVJ Amstelveen                                    |                                             |
| 1950–51 Detalhes                            | RVC Rijswijk                                       | VHH Amsterdam                                      |                                             |
| 1951–52 Detalhes                            | RVC Rijswijk                                       | VHH Amsterdam                                      |                                             |
| 1952–53 Detalhes                            | RVC Rijswijk                                       | SMH Amsterdam                                      |                                             |
| 1953–54 Detalhes                            | RVC Rijswijk                                       | VV Utrecht                                         |                                             |
| 1954–55 Detalhes                            | RVC Rijswijk                                       | SMH Amsterdam                                      |                                             |
| 1955–56 Detalhes                            | RVC Rijswijk                                       | Concordia Rotterdam                                |                                             |
| 1956–57 Detalhes                            | RVC Rijswijk                                       | VV Utrecht                                         |                                             |
| 1957–58 Detalhes                            | RVC Rijswijk                                       | Ons Genoegen Groningen                             |                                             |
| 1958–59 Detalhes                            | DES Voorburg                                       | RVC Rijswijk                                       |                                             |
| 1959–60 Detalhes                            | Reva Gorredijk                                     | Oranje Nassau Heerlen                              |                                             |
| 1960–61 Detalhes                            | DES Voorburg                                       | St. Bernardinus Heerlen                            |                                             |
| 1961–62 Detalhes                            | Reva Gorredijk                                     | Oranje Nassau Groningen                            |                                             |
| 1962–63 Detalhes                            | AMVJ Amstelveen                                    | Libanon Rotterdam                                  |                                             |
| 1963–64 Detalhes                            | DES Voorburg                                       | Libanon Rotterdam                                  |                                             |
| 1964–65 Detalhes                            | DES Voorburg                                       | Libanon Rotterdam                                  |                                             |
| 1965–66 Detalhes                            | DES Voorburg                                       | AMVJ Amstelveen                                    |                                             |
| 1966–67 Detalhes                            | DES Voorburg                                       | Olhaco Hoogeveen                                   |                                             |
| 1967–68 Detalhes                            | DES Voorburg                                       | AMVJ Amstelveen                                    |                                             |
| 1968–69 Detalhes                            | AMVJ Amstelveen                                    | DES Voorburg                                       |                                             |
| 1969–70 Detalhes                            | AMVJ Amstelveen                                    | Volley Dordrecht                                   |                                             |
| 1970–71 Detalhes                            | AMVJ Amstelveen                                    | DES Voorburg                                       |                                             |
| 1971–72 Detalhes                            | AMVJ Amstelveen                                    | DES Voorburg                                       |                                             |
| 1972–73 Detalhes                            | AMVJ Amstelveen                                    | DES Voorburg                                       |                                             |
| 1973–74 Detalhes                            | DES Voorburg                                       | Robot VCT Tilburg                                  |                                             |
| 1974–75 Detalhes                            | DES Voorburg                                       | Robot VCT Tilburg                                  |                                             |
| 1975–76 Detalhes                            | DES Voorburg                                       | Volleybal Vereniging Zaanstad                      |                                             |
| 1976–77 Detalhes                            | DES Voorburg                                       | AMVJ Amstelveen                                    |                                             |
| 1977–78 Detalhes                            | DES Voorburg                                       | AMVJ Amstelveen                                    |                                             |
| 1978–79 Detalhes                            | DES Voorburg                                       | AMVJ Amstelveen                                    |                                             |
| 1979–80 Detalhes                            | AMVJ Amstelveen                                    | DES Voorburg                                       |                                             |
| 1980–81 Detalhes                            | VVC Vught                                          | AMVJ Amstelveen                                    |                                             |
| 1981–82 Detalhes                            | DES Voorburg                                       | Orion Doetinchem                                   |                                             |
| 1982–83 Detalhes                            | DES Voorburg                                       | VVC Vught                                          |                                             |
| 1983–84 Detalhes                            | Martinus Amstelveen                                | DES Voorburg                                       |                                             |
| 1984–85 Detalhes                            | Martinus Amstelveen                                | DES Voorburg                                       |                                             |
| 1985–86 Detalhes                            | Martinus Amstelveen                                | VC Sneek                                           |                                             |
| 1986–87 Detalhes                            | Martinus Amstelveen                                | AMVJ Amstelveen                                    |                                             |
| 1987–88 Detalhes                            | Martinus Amstelveen                                | VC Sneek                                           |                                             |
| 1988–89 Detalhes                            | AMVJ Amstelveen                                    | ZVH Volleybal                                      |                                             |
| 1989–90 Detalhes                            | ZVH Volleybal                                      | Martinus Amstelveen                                |                                             |
| 1990–91 Detalhes                            | Dynamo Apeldoorn                                   | ZVH Volleybal                                      |                                             |
| 1991–92 Detalhes                            | ZVH Volleybal                                      | Dynamo Apeldoorn                                   |                                             |
| 1992–93 Detalhes                            | Dynamo Apeldoorn                                   | ZVH Volleybal                                      |                                             |
| 1993–94 Detalhes                            | Dynamo Apeldoorn                                   | Autodrop Geldrop                                   |                                             |
| 1994–95 Detalhes                            | Dynamo Apeldoorn                                   | Brevok Breda                                       |                                             |
| 1995–96 Detalhes                            | Dynamo Apeldoorn                                   | VC Zwolle                                          |                                             |
| 1996–97 Detalhes                            | Dynamo Apeldoorn                                   | VC Capelle                                         |                                             |
| 1997–98 Detalhes                            | ZVH Volleybal                                      | Dynamo Apeldoorn                                   |                                             |
| 1998–99 Detalhes                            | Dynamo Apeldoorn                                   | Vrevok Nieuwegein                                  |                                             |
| 1999–00 Detalhes                            | Vrevok Nieuwegein                                  | Dynamo Apeldoorn                                   |                                             |
| 2000–01 Detalhes                            | Dynamo Apeldoorn                                   | Vrevok Nieuwegein                                  |                                             |
| 2001–02 Detalhes                            | AMVJ Amstelveen                                    | VC Capelle                                         |                                             |
| 2002–03 Detalhes                            | Dynamo Apeldoorn                                   | VC Allvo                                           |                                             |
| 2003–04 Detalhes                            | ZVH Volleybal                                      | VC Zwolle                                          |                                             |
| 2004–05 Detalhes                            | ZVH Volleybal                                      | Dynamo Apeldoorn                                   |                                             |
| 2005–06 Detalhes                            | ZVH Volleybal                                      | Dynamo Apeldoorn                                   |                                             |
| 2006–07 Detalhes                            | Dynamo Apeldoorn                                   | ZVH Volleybal                                      |                                             |
| 2007–08 Detalhes                            | Dynamo Apeldoorn                                   | ZVH Volleybal                                      |                                             |
| 2008–09 Detalhes                            | ZVH Volleybal                                      | Orion Doetinchem                                   |                                             |
| 2009–10 Detalhes                            | Dynamo Apeldoorn                                   | HvA Volleybal                                      |                                             |
| 2010–11 Detalhes                            | ZVH Volleybal                                      | Orion Doetinchem                                   |                                             |
| 2011–12 Detalhes                            | Orion Doetinchem                                   | Lycurgus Volleyball                                |                                             |
| 2012–13 Detalhes                            | VC Zwolle                                          | Lycurgus Volleyball                                |                                             |
| 2013–14 Detalhes                            | VC Zwolle                                          | Dynamo Apeldoorn                                   |                                             |
| 2014–15 Detalhes                            | VC Zwolle                                          | Lycurgus Volleyball                                |                                             |
| 2015–16 Detalhes                            | Lycurgus Volleyball                                | Orion Doetinchem                                   |                                             |
| 2016–17 Detalhes                            | Lycurgus Volleyball                                | Orion Doetinchem                                   |                                             |
| 2017–18 Detalhes                            | Lycurgus Volleyball                                | Orion Doetinchem                                   |                                             |
| 2018–19 Detalhes                            | Orion Doetinchem                                   | Lycurgus Volleyball                                |                                             |
| 2019–20 Detalhes                            | Temporada cancelada devido à pandemia de COVID-19. | Temporada cancelada devido à pandemia de COVID-19. |                                             |
| 2020–21 Detalhes                            | Dynamo Apeldoorn                                   | Lycurgus Volleyball                                |                                             |
| 2021–22 Detalhes                            | Dynamo Apeldoorn                                   | Orion Doetinchem                                   |                                             |
| 2022–23 Detalhes                            | Dynamo Apeldoorn                                   | Orion Doetinchem                                   |                                             |
| 2023–24 Detalhes                            | Orion Doetinchem                                   | Dynamo Apeldoorn                                   |                                             |